# 2000 videójátékai
2000-ben jelent meg számos videójáték, valamint ebben az évben mutatták be a PlayStation 2-t. A legjobbak között számon tartott 2000-ben megjelent játékok közé tartoznak például a következők: Tony Hawk's Pro Skater 2, Perfect Dark, NFL 2K1, Baldur's Gate II: Shadows of Amn, és a The Legend of Zelda: Majora's Mask.

## Kritikailag pozitívan fogadott játékok
A Metacritic (MC) és a GameRankings (GR) olyan értékelések, melyek összegzik a videójáték szakirodalom értékeléseit.
| Játék                                  | Kiadó                       | Megjelenés dátuma    | Platform(ok)      | MC pontszám | GR pontszám |
| -------------------------------------- | --------------------------- | -------------------- | ----------------- | ----------- | ----------- |
| Tony Hawk's Pro Skater 2               | Activision                  | 2000. szeptember 20. | PlayStation       | 98/100      | 94,75%      |
| Tony Hawk's Pro Skater 2               | Activision                  | 2000. November 7     | Dreamcast         | 97/100      | 94,86%      |
| Perfect Dark                           | Nintendo                    | 2000. május 22.      | Nintendo 64       | 97/100      | 94,55%      |
| NFL 2K1                                | Sega                        | 2000. szeptember 7.  | Dreamcast         | 97/100      | 94,5%       |
| Metal Gear Solid                       | Konami                      | 2000. április 24.    | Game Boy Color    | N/A         | 95,61%      |
| Baldur's Gate II: Shadows of Amn       | Interplay Entertainment     | 2000. szeptember 21. | Microsoft Windows | 95/100      | 93,97%      |
| The Legend of Zelda: Majora's Mask     | Nintendo                    | 2000. április 27.    | Nintendo 64       | 95/100      | 91,95%      |
| Final Fantasy IX                       | Square                      | 2000. július 7.      | PlayStation       | 94/100      | 92,72%      |
| Jet Set Radio                          | Sega                        | 2000. június 29.     | Dreamcast         | 94/100      | 91,9%       |
| Tony Hawk's Pro Skater                 | Crave Entertainment         | 2000. május 22.      | Dreamcast         | N/A         | 94%         |
| Resident Evil – Code: Veronica         | Capcom                      | 2000. február 3.     | Dreamcast         | N/A         | 93,79%      |
| Rayman 2: The Great Escape             | Ubisoft                     | 2000. március 21.    | Dreamcast         | N/A         | 93,05%      |
| SSX                                    | EA Sports                   | 2000. október 26.    | PlayStation 2     | 93/100      | 92,39%      |
| Quake III Arena                        | Activision                  | 2000. október 22.    | Dreamcast         | 93/100      | 92,15%      |
| Skies of Arcadia                       | Sega                        | 2000. október 5.     | Dreamcast         | 93/100      | 90,59%      |
| NBA 2K1                                | Sega                        | 2000. október 31.    | Dreamcast         | 93/100      | 89,69%      |
| Le Mans 24 Hours                       | Sega                        | 2000. november 13.   | Dreamcast         | 93/100      | 89,5%       |
| Paper Mario                            | Nintendo                    | 2000. augusztus 11.  | Nintendo 64       | 93/100      | 88.81%      |
| Tony Hawk's Pro Skater                 | Activision                  | 2000. február 29.    | Nintendo 64       | N/A         | 92,4%       |
| Vagrant Story                          | Square                      | 2000. február 10.    | PlayStation       | 92/100      | 91,97%      |
| The Sims                               | Electronic Arts             | 2000. február 4.     | Microsoft Windows | 92/100      | 89,74%      |
| Dead or Alive 2                        | Tecmo                       | 2000. február 29.    | Dreamcast         | N/A         | 91,37%      |
| Virtua Tennis                          | Sega                        | 2000. június 8.      | Dreamcast         | 92/100      | 91,37%      |
| Banjo-Tooie                            | Nintendo                    | 2000. november 20.   | Nintendo 64       | 90/100      | 91,31%      |
| Deus Ex                                | Eidos Interactive           | 2000. június 23.     | Microsoft Windows | 90/100      | 91,03%      |
| Madden NFL 2001                        | EA Sports                   | 2000. október 26.    | PlayStation 2     | 91/100      | 90,78%      |
| Spyro: Year of the Dragon              | Sony Computer Entertainment | 2000. október 24.    | PlayStation       | 91/100      | 90,59%      |
| The Operative: No One Lives Forever    | Fox Interactive             | 2000. november 9.    | Microsoft Windows | 91/100      | 88,34%      |
| DOA2: Hardcore                         | Tecmo                       | 2000. október 26.    | PlayStation 2     | 91/100      | 87,38%      |
| Mario Tennis                           | Nintendo                    | 2000. július 21.     | Nintendo 64       | 91/100      | 87,32%      |
| Tony Hawk's Pro Skater 2               | Activision                  | 2000. október 25.    | Microsoft Windows | 91/100      | 85,77%      |
| Mario Tennis                           | Nintendo                    | 2000. november 1.    | Game Boy Color    | N/A         | 90,78%      |
| Donkey Kong Country                    | Nintendo                    | 2000. november 4.    | Game Boy Color    | N/A         | 90,38%      |
| Pokémon Puzzle Challenge               | Nintendo                    | 2000. szeptember 21. | Game Boy Color    | N/A         | 90,2%       |
| Crazy Taxi                             | Sega                        | 2000. január 24.     | Dreamcast         | N/A         | 90,19%      |
| Marvel vs. Capcom 2: New Age of Heroes | Capcom                      | 2000. március 30.    | Dreamcast         | 90/100      | 90,15%      |
| Colin McRae Rally 2.0                  | Codemasters                 | 2000. július 7.      | PlayStation       | 90/100      | 88,82%      |
| Grandia II                             | Game Arts                   | 2000. augusztus 3.   | Dreamcast         | 90/100      | 88,81%      |
| Madden NFL 2001                        | EA Sports                   | 2000. augusztus 22.  | PlayStation       | 90/100      | 88,65%      |
| Jane's F/A-18                          | Electronic Arts             | 2000. január 11.     | Microsoft Windows | N/A         | 88,43%      |
| NHL 2001                               | EA Sports                   | 2000. szeptember 28. | Microsoft Windows | 90/100      | 86,75%      |
| Rayman Revolution                      | Ubisoft                     | 2000. december 22.   | PlayStation 2     | 90/100      | 85,17%      |
| WWF SmackDown! 2: Know Your Role       | THQ                         | 2000. november 21.   | PlayStation       | 90/100      | 84,27%      |
| Wario Land 3                           | Nintendo                    | 2000. március 21.    | Game Boy Color    | N/A         | 90%         |

## Nagyobb események
| Hónap      | Nap(ok) | Esemény |
| ---------- | --- | --- |
| Január     | 7 | Az ASC Games a következő, Werewolf: The Apocalypse – The Heart of Gaia játék miatt kialakult pénzügyi gondok miatt bezárt. |
| Január     | A Digital Illusions CE felvásárolta a Refraction Games-et és a Synergenix Interactive 90%-át.                                             | |
| Február    | 4 | Az első éves Dreamcast Bajnokság, melyen szerepelt a Sonic Adventure. |
| Február    | Az Electronic Arts felvásárolta a DreamWorks Interactive-ot, a DreamWorks SKG játékgyártó részlegét, mely így ezután EA Los Angeles lett. | |
| Március    | | A Game Network megrendezte a második éves Independent Games Festival-t (IGF). |
| Április    | 14 | A Reuters szerint a PlayStation 2 export korlátozások alá esne, mert a Kereskedelmi Minisztérium szerint méár annyira kifejlett, hogy akár katonai programok is futtathatók rajta. |
| Április    | A Nintendo eladta a 100 milliomodik 100 Game Boy / Game Boy Color kézi játékkonzolját.                                                    | |
| Május      | 11 | Az Academy of Interactive Arts & Sciences megtartotta a harmadik éves Interactive Achievement Awards kiosztóján, ahol a Square.-nél dolgozó Hironobu Sakaguchi került be a hírességek csarnokába. |
| Május      | 11–13 | Megtartották a hatodik éves Electronic Entertainment Expot (E3) és a harmadik Game Critics Awards.-ot. |
| Május      | 24 | A Looking Glass Studios bezárt. |
| Június     | 19 | A Microsoft felvásárolta a Bungie-t. |
| Június     | 26 | A Computer Game Developers Association új neve International Game Developers Association lett. |
| Június     | 30 | A Nintendo Satellaviewszolgáltatása nem fogad t9bb adást. |
| Június     | A Sony felvásárolta a Verant Interactive-ot.                                                                                              | |
| Július     | | Az Interactive Entertainment Merchants Association megtartja első éves Vezetői Értekezletét. |
| Augusztus  | 31 | A THQ felvásárolta a Volitiont. |
| Augusztus  | Az Ubi Soft felvásárolta a Red Storm Entertainmentet.                                                                                     | |
| Szeptember | 10 | A Sega.com elindította a SegaNetet, az ő saját online konzolos hálózatát. |
| December   | 15 | Az Nvidia felvásárolta a 3dfx Interactive-ot. |
| Ismeretlen | Ismeretlen | A British Academy of Film and Television Arts (BAFTA) megtartotta a multimédia technológia számára a harmadfik éves BAFTA Interactive Entertainment Awards díjátadóját. A 20 díjból 7-et videójátékok nyertek el. David Bowie-t részben az Omikron: The Nomad Soul játékban nyújtott alakításáért díjazták. |
| Ismeretlen | Ismeretlen | A Mattel eladta a The Learning Companyt a Gores Technology Groupnak. |
| Ismeretlen | Ismeretlen | A Sega teljes piackutatási és fejlesztési részlege új fejlesztői vállalattá válik. |
| Ismeretlen | Ismeretlen | Megalakult a21-6 Productions. |
| Ismeretlen | Ismeretlen | Megalakult a PopCap Games. |
| Ismeretlen | Ismeretlen | Megalakult a Yeti Interactive. |

## Hardver megjelenések
Ez a lista a játékokhoz kapcsolódó megjelent hardvereket mutatja be.
| Hónap      | Nap        | Konzol             |
| ---------- | ---------- | ------------------ |
| Március    | 4          | PlayStation 2JP    |
| Október    | 26         | PlayStation 2ÉA    |
| November   | 24         | PlayStation 2EU    |
| November   | 30         | PlayStation 2AU    |
| December   | 9          | WonderSwan ColorJP |
| Ismeretlen | Ismeretlen | Sega NAOMI 2       |

## Nevezetes megjelenések
Új megjelenés a következő sorozatoknál volt: Age of Empires, Banjo-Kazooie, Command & Conquer, Diablo, Excite, Final Fantasy, Grandia, The Legend of Zelda, Madden NFL, Marvel vs. Capcom, Mega Man Legends, Monkey Island, Mortal Kombat, Need for Speed, Persona, Pokémon, Resident Evil, Ridge Racer, Sonic the Hedgehog, Spyro, Tekken, Tom Clancy's Rainbow Six, Tony Hawk's, és Wario.
2000-ben több új cím is megjelent, például  Counter-Strike, Deus Ex, Hitman, Jet Set Radio, Kessen, Mario Tennis, Midnight Club, Paper Mario, Perfect Dark, The Sims, SSX, TimeSplitters, és Total War.
| Megjelenés    | Cím                                         | Windows     | 5. gen                        | 6. gen                     | Mobil           | Játéktermi  |
| ------------- | ------------------------------------------- | ----------- | ----------------------------- | -------------------------- | --------------- | ----------- |
| Január 24     | Crazy Taxi                                  | Igen (2002) | N/A                           | DC, GCN (2001), PS2 (2001) | N/A             | Igen (1999) |
| Január 24     | Mario Party 2                               | N/A         | N64                           | N/A                        | N/A             | N/A         |
| Január 27     | Dragon Warrior Monsters                     | N/A         | N/A                           | N/A                        | GBC             | N/A         |
| Január 31     | Nox                                         | Igen        | N/A                           | N/A                        | N/A             | N/A         |
| Február 3     | Resident Evil Code: Veronica                | N/A         | N/A                           | DC, GCN (2003), PS2 (2001) | N/A             | N/A         |
| Február 4     | The Sims                                    | Igen        | N/A                           | N/A                        | N/A             | N/A         |
| Február 10    | Vagrant Story                               | N/A         | PS1                           | N/A                        | N/A             | N/A         |
| Február 19    | SNK Gals' Fighters                          | N/A         | N/A                           | N/A                        | NGP             | N/A         |
| Február 29    | BattleSphere                                | N/A         | Jag                           | N/A                        | N/A             | N/A         |
| Február 29    | Dead or Alive 2                             | N/A         | N/A                           | DC                         | N/A             | Igen (1999) |
| Február 29    | Need for Speed: Porsche Unleashed           | Igen        | PS1                           | N/A                        | GBA (2004)      | N/A         |
| Február 29    | Rayman 2: The Great Escape                  | N/A         | N/A                           | DC                         | N/A             | N/A         |
| Február 29    | Sword of the Berserk: Guts' Rage            | N/A         | N/A                           | DC                         | N/A             | N/A         |
| Február 29    | Pokémon Stadium                             | N/A         | N64                           | N/A                        | N/A             | N/A         |
| Március 4     | Kessen                                      | N/A         | N/A                           | PS2                        | N/A             | N/A         |
| Március 21    | Wario Land 3                                | N/A         | N/A                           | N/A                        | GBC             | N/A         |
| Március 23    | Thief II: The Metal Age                     | Igen        | N/A                           | N/A                        | N/A             | N/A         |
| Március 24    | Kirby 64: The Crystal Shards                | N/A         | N64                           | N/A                        | N/A             | N/A         |
| Március 27    | Soldier of Fortune                          | Igen        | N/A                           | N/A                        | N/A             | N/A         |
| Március 30    | Final Fight Revenge                         | N/A         | Sat                           | N/A                        | N/A             | Igen (1999) |
| Március 31    | Tech Romancer                               | N/A         | N/A                           | DC                         | N/A             | N/A         |
| Március 31    | MDK2                                        | Igen        | N/A                           | DC, PS2 (2001)             | N/A             | N/A         |
| Március 31    | Starlancer                                  | Igen        | N/A                           | DC                         | N/A             | N/A         |
| Április 4     | Star Wars Episode I: Racer                  | N/A         | N/A                           | DC                         | N/A             | N/A         |
| Április 27    | The Legend of Zelda: Majora's Mask          | N/A         | N64                           | N/A                        | N/A             | N/A         |
| Április 28    | Gundam Side Story 0079: Rise from the Ashes | N/A         | N/A                           | DC                         | N/A             | N/A         |
| Április 30    | Excitebike 64                               | N/A         | N64                           | N/A                        | N/A             | N/A         |
| Április 30    | The Misadventures of Tron Bonne             | N/A         | PS1                           | N/A                        | N/A             | N/A         |
| Április 30    | Wild Arms 2                                 | N/A         | PS1                           | N/A                        | N/A             | N/A         |
| Május 4       | 4 Wheel Thunder                             | N/A         | N/A                           | DC                         | N/A             | N/A         |
| Május 5       | Metal Gear: Ghost Babel                     | N/A         | N/A                           | N/A                        | GBC             | N/A         |
| Május 9       | Tom Clancy's Rainbow Six                    | N/A         | N/A                           | DC                         | N/A             | N/A         |
| Május 14      | Bomberman Max                               | N/A         | N/A                           | N/A                        | GBC             | N/A         |
| Május 16      | SimCity 3000 Unlimited                      | Igen        | N/A                           | N/A                        | N/A             | N/A         |
| Május 22      | Earth 2150                                  | Igen        | N/A                           | N/A                        | N/A             | N/A         |
| Május 22      | Metal Slug 2nd Mission                      | N/A         | N/A                           | N/A                        | NGP             | N/A         |
| Május 22      | Perfect Dark                                | N/A         | N64                           | N/A                        | N/A             | N/A         |
| Május 24      | Daikatana                                   | Igen        | N/A                           | N/A                        | N/A             | N/A         |
| Május 28      | Bomberman 64: The Second Attack             | N/A         | N64                           | N/A                        | N/A             | N/A         |
| Június 1      | Evolva                                      | Igen        | N/A                           | N/A                        | N/A             | N/A         |
| Június 1      | Ground Control                              | Igen        | N/A                           | N/A                        | N/A             | N/A         |
| Június 4      | Space Channel 5                             | N/A         | N/A                           | DC                         | N/A             | N/A         |
| Június 7      | Dracula: Resurrection                       | Igen        | N/A                           | N/A                        | N/A             | N/A         |
| Június 7      | Vampire: The Masquerade – Redemption        | Igen        | N/A                           | N/A                        | N/A             | N/A         |
| Június 12     | Tomb Raider                                 | N/A         | N/A                           | N/A                        | GBC             | N/A         |
| Június 13     | Shogun: Total War                           | Igen        | N/A                           | N/A                        | N/A             | N/A         |
| Június 22     | Draconus: Cult of the Wyrm                  | N/A         | N/A                           | DC                         | N/A             | N/A         |
| Június 22     | Omikron: The Nomad Soul                     | N/A         | N/A                           | DC                         | N/A             | N/A         |
| Június 26     | Deus Ex                                     | Igen        | N/A                           | N/A                        | N/A             | N/A         |
| Június 28     | Xtreme Sports                               | N/A         | N/A                           | N/A                        | GBC             | N/A         |
| Június 29     | Persona 2: Eternal Punishment               | N/A         | N/A                           | N/A                        | N/A             | N/A         |
| Június 29     | Diablo II                                   | Igen        | N/A                           | N/A                        | N/A             | N/A         |
| Június 29     | Icewind Dale                                | Igen        | N/A                           | N/A                        | N/A             | N/A         |
| Június 29     | Jet Set Radio                               | N/A         | N/A                           | DC                         | N/A             | N/A         |
| Június 29     | Marvel vs Capcom 2                          | N/A         | N/A                           | DC                         | N/A             | N/A         |
| Június 30     | Homeworld: Cataclysm                        | Igen        | N/A                           | N/A                        | N/A             | N/A         |
| Június 30     | Mortal Kombat: Special Forces               | N/A         | PS1                           | N/A                        | N/A             | N/A         |
| Július 3      | Dark Reign 2                                | Igen        | N/A                           | N/A                        | N/A             | N/A         |
| Július 18     | Threads of Fate                             | N/A         | PS1                           | N/A                        | N/A             | N/A         |
| Július 29     | Strider 2                                   | N/A         | PS1                           | N/A                        | N/A             | N/A         |
| Július 31     | Spirit of Speed 1937                        | Igen        | N/A                           | DC                         | N/A             | N/A         |
| Augusztus 3   | Shin Sangoku Musou (Japan)                  | N/A         | N/A                           | PS2                        | N/A             | N/A         |
| Augusztus 15  | Chrono Cross                                | N/A         | PS1                           | N/A                        | N/A             | N/A         |
| Augusztus 24  | Age of Empires II: The Conquerors           | Igen        | N/A                           | N/A                        | N/A             | N/A         |
| Augusztus 26  | Dragon Quest VII (Japan)                    | N/A         | PS1                           | N/A                        | N/A             | N/A         |
| Augusztus 28  | Mario Tennis                                | N/A         | N64                           | N/A                        | N/A             | N/A         |
| Augusztus 30  | WWF Royal Rumble                            | N/A         | N/A                           | DC                         | N/A             | N/A         |
| Szeptember 1  | Spider-Man                                  | Igen        | PS1, GBC, N64                 | DC (2001)                  | N/A             | N/A         |
| Szeptember 12 | Parasite Eve II                             | N/A         | N/A                           | PS1                        | N/A             | N/A         |
| Szeptember 13 | Lego Stunt Rally                            | Igen        | N/A                           | N/A                        | N/A             | N/A         |
| Szeptember 15 | Star Trek: Voyager – Elite Force            | Igen        | N/A                           | PS2 (2001)                 | N/A             | N/A         |
| Szeptember 19 | Tony Hawk's Pro Skater 2                    | Igen        | N64 (2001), PS1               | DC                         | GBA (2001), GBC | N/A         |
| Szeptember 24 | Baldur's Gate II: Shadows of Amn            | Igen        | N/A                           | N/A                        | N/A             | N/A         |
| Szeptember 24 | The Little Mermaid 2: Pinball Frenzy        | N/A         | N/A                           | N/A                        | GBC             | N/A         |
| Szeptember 25 | Buffy the Vampire Slayer                    | N/A         | N/A                           | N/A                        | GBC             | N/A         |
| Szeptember 25 | Vampire Hunter D                            | N/A         | PS1                           | N/A                        | N/A             | N/A         |
| Szeptember 26 | Destruction Derby Raw                       | N/A         | PS1                           | N/A                        | N/A             | N/A         |
| Szeptember 26 | NHL 2001                                    | Igen        | N/A                           | PS2                        | N/A             | N/A         |
| Szeptember 27 | Dragon Warrior I & II                       | N/A         | N/A                           | N/A                        | GBC             | N/A         |
| Szeptember 28 | F1 Championship Season 2000                 | Igen        | PS1                           | PS2                        | GBC             | N/A         |
| Október       | Zeus: Master of Olympus                     | Igen        | N/A                           | N/A                        | N/A             | N/A         |
| Október 5     | Skies of Arcadia                            | N/A         | N/A                           | DC                         | N/A             | N/A         |
| Október 15    | Pokémon Gold and Silver                     | N/A         | N/A                           | GBC                        | N/A             |             |
| Október 19    | Donald Duck: Goin' Quackers                 | Igen        | PS1, N64                      | PS2, DC                    | GBC             | N/A         |
| Október 22    | Quake III Arena                             | N/A         | N/A                           | DC                         | N/A             | N/A         |
| Október 23    | Command & Conquer: Red Alert 2              | Igen        | N/A                           | N/A                        | N/A             | N/A         |
| Október 23    | TimeSplitters                               | N/A         | N/A                           | PS2                        | N/A             | N/A         |
| Október 24    | Mega Man Legends 2                          | Igen        | PS1                           | N/A                        | N/A             | N/A         |
| Október 25    | Midnight Club: Street Racing                | N/A         | N/A                           | PS2                        | GBA (2001)      | N/A         |
| Október 25    | Ridge Racer V                               | N/A         | N/A                           | PS2                        | N/A             | N/A         |
| Október 25    | Spyro: Year of the Dragon                   | N/A         | PS1                           | N/A                        | N/A             | N/A         |
| Október 26    | FantaVision                                 | N/A         | N/A                           | PS2                        | N/A             | N/A         |
| Október 26    | Madden NFL 2001                             | N/A         | N/A                           | PS2                        | N/A             | N/A         |
| Október 26    | SSX                                         | N/A         | N/A                           | PS2                        | N/A             | N/A         |
| Október 26    | Tekken Tag Tournament                       | N/A         | N/A                           | PS2                        | N/A             | N/A         |
| Október 27    | Bust-a-Move Millennium                      | N/A         | N/A                           | N/A                        | GBC             | N/A         |
| Október 31    | The Grinch                                  | N/A         | N/A                           | DC                         | N/A             | N/A         |
| November 6    | Capcom vs. SNK: Millennium Fight 2000       | N/A         | PS1 (2002)                    | DC                         | N/A             | N/A         |
| November 6    | Crash Bash                                  | N/A         | PS1                           | N/A                        | N/A             | N/A         |
| November 6    | Incredible Crisis                           | N/A         | PS1                           | N/A                        | N/A             | N/A         |
| November 6    | The World Is Not Enough                     | Igen        | PS1, N64                      | N/A                        | GBC             | N/A         |
| November 6    | Shenmue                                     | N/A         | N/A                           | DC                         | N/A             | N/A         |
| November 8    | Escape from Monkey Island                   | Igen        | N/A                           | PS2 (2001)                 | N/A             | N/A         |
| November 9    | The Operative: No One Lives Forever         | Igen        | N/A                           | PS2 (2002)                 | N/A             | N/A         |
| November 9    | Counter-Strike                              | Igen        | Xbox, Retail and Steam (2003) | Linux, Mac OS X (2013)     | N/A             | N/A         |
| November 10   | Timeline                                    | Igen        | N/A                           | N/A                        | N/A             | N/A         |
| November 13   | Final Fantasy IX                            | Igen (2016) | PS1                           | N/A                        | N/A             | N/A         |
| November 13   | Madden NFL 2001                             | N/A         | N/A                           | N/A                        | GBC             | N/A         |
| November 13   | The Emperor's New Groove                    | Igen        | PS1                           | N/A                        | GBC             | N/A         |
| November 14   | Dexter's Laboratory: Robot Rampage          | N/A         | N/A                           | N/A                        | GBC             | N/A         |
| November 14   | The Powerpuff Girls: Bad Mojo Jojo          | N/A         | N/A                           | N/A                        | GBC             | N/A         |
| November 14   | Sonic Shuffle                               | N/A         | N/A                           | DC                         | N/A             | N/A         |
| November 16   | Blues Brothers 2000                         | N/A         | N64                           | N/A                        | N/A             | N/A         |
| November 17   | Tomb Raider Chronicles                      | Igen        | PS1                           | DC                         | N/A             | N/A         |
| November 17   | Sacrifice                                   | Igen        | N/A                           | N/A                        | N/A             | N/A         |
| November 19   | Hitman: Codename 47                         | Igen        | N/A                           | N/A                        | N/A             | N/A         |
| November 20   | 007 Racing                                  | N/A         | PS1                           | N/A                        | N/A             | N/A         |
| November 20   | Banjo-Tooie                                 | N/A         | N64                           | N/A                        | N/A             | N/A         |
| November 20   | Batman Beyond: Return of the Joker          | N/A         | PS1                           | N/A                        | GBC             | N/A         |
| November 20   | Dave Mirra Freestyle BMX                    | N/A         | N/A                           | DC                         | N/A             | N/A         |
| November 22   | Harvest Moon: Back to Nature                | N/A         | PS1                           | N/A                        | N/A             | N/A         |
| November 23   | MechWarrior 4: Vengeance                    | Igen        | N/A                           | N/A                        | N/A             | Igen        |
| November 23   | Star Trek: Deep Space Nine: The Fallen      | Igen        | N/A                           | N/A                        | N/A             | N/A         |
| November 30   | Godzilla: The Series: Monster Wars          | N/A         | N/A                           | N/A                        | GBC             | N/A         |
| November 30   | Scooby-Doo! Classic Creep Capers            | Igen        | N64                           | N/A                        | N/A             | N/A         |
| December 1    | Disney's Aladdin in Nasira's Revenge        | Igen        | PS1                           | N/A                        | N/A             | N/A         |
| December 4    | Evil Dead: Hail to the King                 | N/A         | PS1                           | N/A                        | N/A             | N/A         |
| December 4    | Pokémon Puzzle Challenge                    | N/A         | N/A                           | N/A                        | GBC             | N/A         |
| December 6    | American McGee's Alice                      | Igen        | N/A                           | N/A                        | N/A             | N/A         |
| December 6    | Grandia II                                  | N/A         | N/A                           | DC                         | N/A             | N/A         |
| December 7    | Giants: Citizen Kabuto                      | Igen        | N/A                           | N/A                        | N/A             | N/A         |
| December 7    | Mario Party 3 (Japán)                       | N/A         | N64                           | N/A                        | N/A             | N/A         |
| December 7    | Project Justice                             | N/A         | N/A                           | DC                         | N/A             | Igen        |
| December 10   | Monster Rancher Hop-A-Bout                  | N/A         | PS1                           | N/A                        | N/A             | N/A         |
| December 13   | Batman Beyond: Return of the Joker          | N/A         | N64                           | N/A                        | N/A             | N/A         |
| December 14   | Dark Cloud (Japán)                          | N/A         | N/A                           | PS2                        | N/A             | N/A         |
| December 14   | Pokémon Crystal (Japán)                     | N/A         | N/A                           | GBC                        | N/A             | N/A         |
| December 21   | Phantasy Star Online (Japán)                | N/A         | N/A                           | DC                         | N/A             | N/A         |
| December 30   | ECW Anarchy Rulz                            | N/A         | N/A                           | DC                         | N/A             | N/A         |